# Buckfastbiene

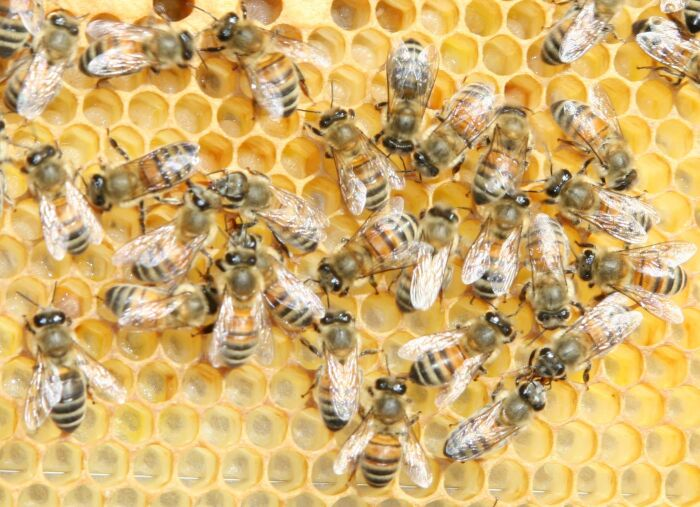
Buckfastbienen mit einem lederbraunen ersten Hinterleibsring

Die Buckfastbiene ist eine Züchtung der Westlichen Honigbiene (Apis mellifera). Sie ist das Ergebnis von zahlreichen Zuchtfortschritten, die von Karl Kehrle, einem Imker, ab 1916 im englischen Kloster Buckfast und später von der internationalen Gemeinschaft der Buckfastzüchter erbracht wurden. Heute ist die Buckfastbiene weltweit verbreitet.

## Entstehung

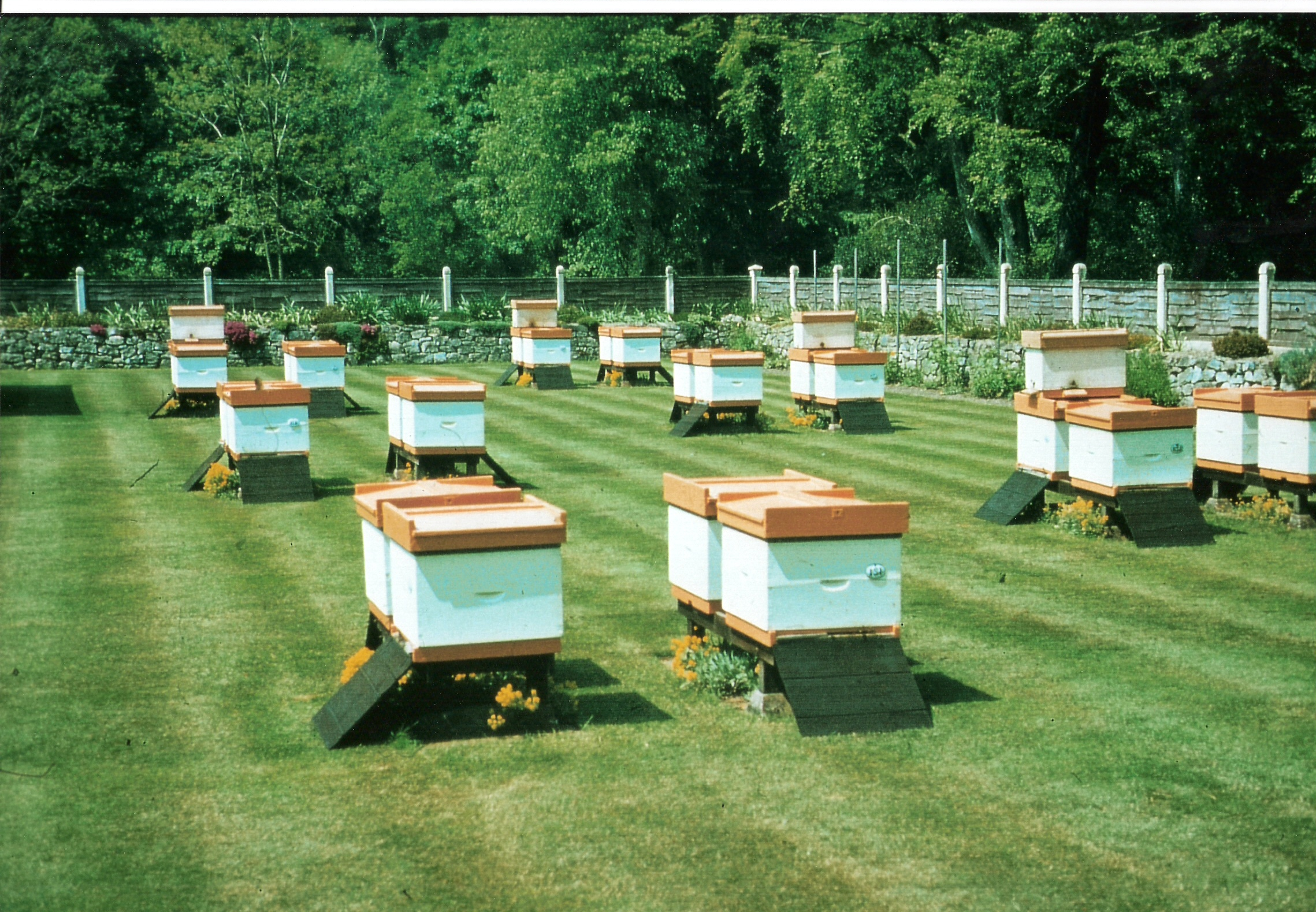
Zuchtstand von Buckfastbienen im Kloster Buckfast, Devon, England

Im Jahre 1913 wurde die Dunkle Europäische Biene (A. m. mellifera), die auf den britischen Inseln einheimisch ist, durch ein Bienensterben gefährdet. Amtlich wurde als Ursache die Tracheenmilbe festgestellt. Neuere Erkenntnisse halten eine durch diese Milbe −als Vektor (dt. ‚Krankheitsüberträger‘)− verursachte Virose für wahrscheinlich.
Kehrle begann danach mit überlebenden Bienenvölkern eine Resistenzzüchtung. Dazu kreuzte er Königinnen der Italienischen Biene (A. m. ligustica) mit Drohnen der Dunklen Biene. Später begann er mit der systematischen Verpaarung von weiteren Unterarten der Honigbiene, um künstliche Hybride zu erhalten, die widerstandsfähiger, ertragreicher und friedlicher sein sollten.

## Eigenschaften
Das züchterische Ergebnis von Karl Kehrle war eine „erbfeste“, friedliche, schwarmträge Biene, die bei Verwendung einer modernen Wirtschaftsweise mit der quadratischen Dadant-Magazin-Beute überdurchschnittliche Erträge brachte.

## Zucht
Eine Zucht der Honigbiene ist schwierig. Der amerikanische Bienenwissenschaftler Thomas Dyer Seeley zeigte, dass der starke Gen-Austausch zwischen bewirtschafteten und wilden Bienenvölkern (Naturhybride) der Grund ist, dass Honigbienen bis heute im Wesentlichen Wildtiere geblieben sind. Zwar halten Menschen seit mindestens 9000 Jahren Honigbienen. Jedoch gibt es die moderne Zucht der Honigbiene durch Bienenzüchter erst seit rund 100 Jahren. Sie erfolgt üblicherweise innerhalb von isolierten Zuchtpopulationen der Westlichen Honigbiene. Dabei werden Bienenköniginnen mit Drohnen gezielt verpaart und gemäß festgelegter Zuchtziele selektiert.
Die Paarungsbiologie der Honigbiene ist komplex. Königin und Drohnen paaren sich im Flug, wobei die Königin zeitlich nacheinander von bis zu 30 unterschiedlichen Drohnen begattet werden kann. In der modernen Zucht der Honigbiene erfolgen Anpaarungen in kontrollierten und geschützten Gebieten, sog. Belegstellen. Da Königin und Drohnen beim Paarungsflug jeweils mehrere Kilometer zurücklegen, gelten Landbelegstellen in Bezug auf eine gezielte Anpaarung von selektierten Königinnen und Drohnen als unsicher. Als sichere Belegstellen gelten besondere Hochgebirgsbelegstellen oder Inselbelegstellen mit entsprechendem Abstand zum Festland. Die sicherste gezielte Anpaarung geschieht durch künstliche Besamung der Königin.
Die Anfälligkeit für Inzucht-Depressionen, mit den sich daraus ergebenden negativen Erscheinungen für die Zuchtpopulation, ist bei Bienenzüchtern bekannt. Es sind daher viele, genetisch unterschiedliche Zuchtpopulationen (breite Zuchtbasis) erforderlich, um negative Zucht-Erscheinungen langfristig zu vermeiden.
Laut der Zuchtordnung der Gemeinschaft der europäischen Buckfastimker e. V. (GdeB) ist das Zuchtziel der Buckfastzüchter eine krankheitsfeste, vitale, sanftmütige, schwarmträge und leistungsstarke Bienenpopulation, die an die jeweiligen Umweltbedingungen gut angepasst ist bei Erhaltung der genetischen Vielfalt. Derzeit steht insbesondere die parasitische Varroa-Milbe im Fokus der Resistenzzucht.

### Dynamische Zucht
Auch Karl Kehrle war ab 1920 bekannt, dass eine Reinzucht seiner Buckfastbiene zwangsläufig zu Inzuchtproblemen und einer „genetischen Erosion“ innerhalb seiner Zuchtpopulation führen muss. Einen Lösungsweg für dieses Problem fand er in den wissenschaftlichen Arbeiten von Ludwig Armbruster, die ihn zur erfolgreichen, nachhaltigen Zucht der Buckfastbiene führten. Armbruster gilt als einer der herausragenden Bienenkundler des 20. Jahrhunderts.
Er wurde 1934 von den Nationalsozialisten als 'Bienenprofessor' zwangspensioniert und von der Berliner Universität entlassen.
Zucht setzt immer eine sorgfältige Prüfung der Zuchtergebnisse und eine Selektion der Zuchttiere voraus. Die Buckfastbiene definiert sich nur über ihre imkerlichen Eigenschaften als Nutztier. Farbunterschiede und verschiedene Körpermerkmale (Behaarung des Bienenkörpers, Flügelindex) sind kein Auslesekriterium oder Zuchtziel.
Das von Karl Kehrle entwickelte nachhaltige dynamische Zuchtverfahren beinhaltet die Möglichkeit einer zeitlich unbegrenzten Weiterzüchtung der Buckfastbiene ohne Inzuchtdepression in der langfristig zu erhaltenden Zuchtpopulation. Sein Verfahren folgt hierbei den modernen Gesetzen der Vererbung und der Genetik. Armbruster bemerkte: "Vor dieser Züchtungsmethode (..) Angst zu schüren ist kindisch und ist eine Folge des Rassenkultes, speziell aber auch der Vergötterung von vermeintlicher Rassenreinheit."

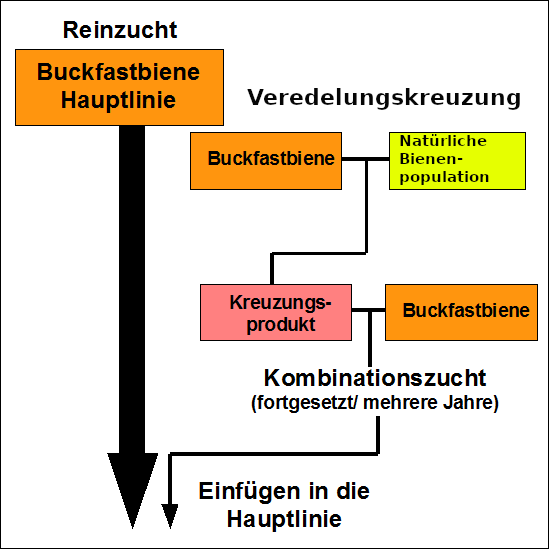
Grafische Darstellung des Dynamischen Zuchtverfahrens der Buckfastbiene

Das Dynamische Zuchtverfahren besteht aus drei Zuchtverfahren:
1. Reinzucht
2. Veredelungszucht
3. Kombinationszucht

Basis der Buckfastzucht ist der „erbfest“ in Reinzucht gehaltene „Buckfaststamm“ mit unterschiedlichen Zuchtlinien. Durch Rotationskreuzung wird dem Verlust erzüchteter erbfester Eigenschaften oder von allgemeiner Vitalität bei mehreren durchgezüchteten, parallel in Reinzucht geführten Zuchtlinien innerhalb des Buckfaststamms, entgegengewirkt.
Daneben wird Veredelungszucht angewendet. So wurden im Laufe von Jahren ausgesuchte Genpools von verschiedenen Populationen der Westlichen Honigbiene aus allen Teilen der Welt eingekreuzt: Zyprische Biene (A. m. cypria), Kärntner Biene (A. m. carnica), Südgriechische Biene (A. m. cecopria), Anatolische Biene (A. m. anatolica), Makedonische Biene (A. m. macedonica) aus Athos und die Ägyptische Biene (A. m. lamarckii).
Die Ergebnisse der Veredelungskreuzungen werden nachfolgend in Zuchtlinien der Kombinationszucht parallel und separat zum Buckfaststamm in Erprobung weitergeführt. Hierbei erfolgt immer wieder eine Anpaarung mit den Zuchtlinien des Buckfaststammes oder auch mit anderen Zuchtlinien der Kombinationszucht.
Erst wenn nach mehrjähriger Prüfung und Selektion die Kombinations-Zuchtlinien in ihren Eigenschaften überzeugen und erblich konstant werden, werden sie in den Buckfaststamm eingegliedert. Nicht alle Ergebnisse der Veredelungskreuzungen wurden dauerhaft im „Buckfaststamm“ erhalten. So wurden die A. m. carnica und auch die A. m. cypria nach Erprobung ausgeschieden.

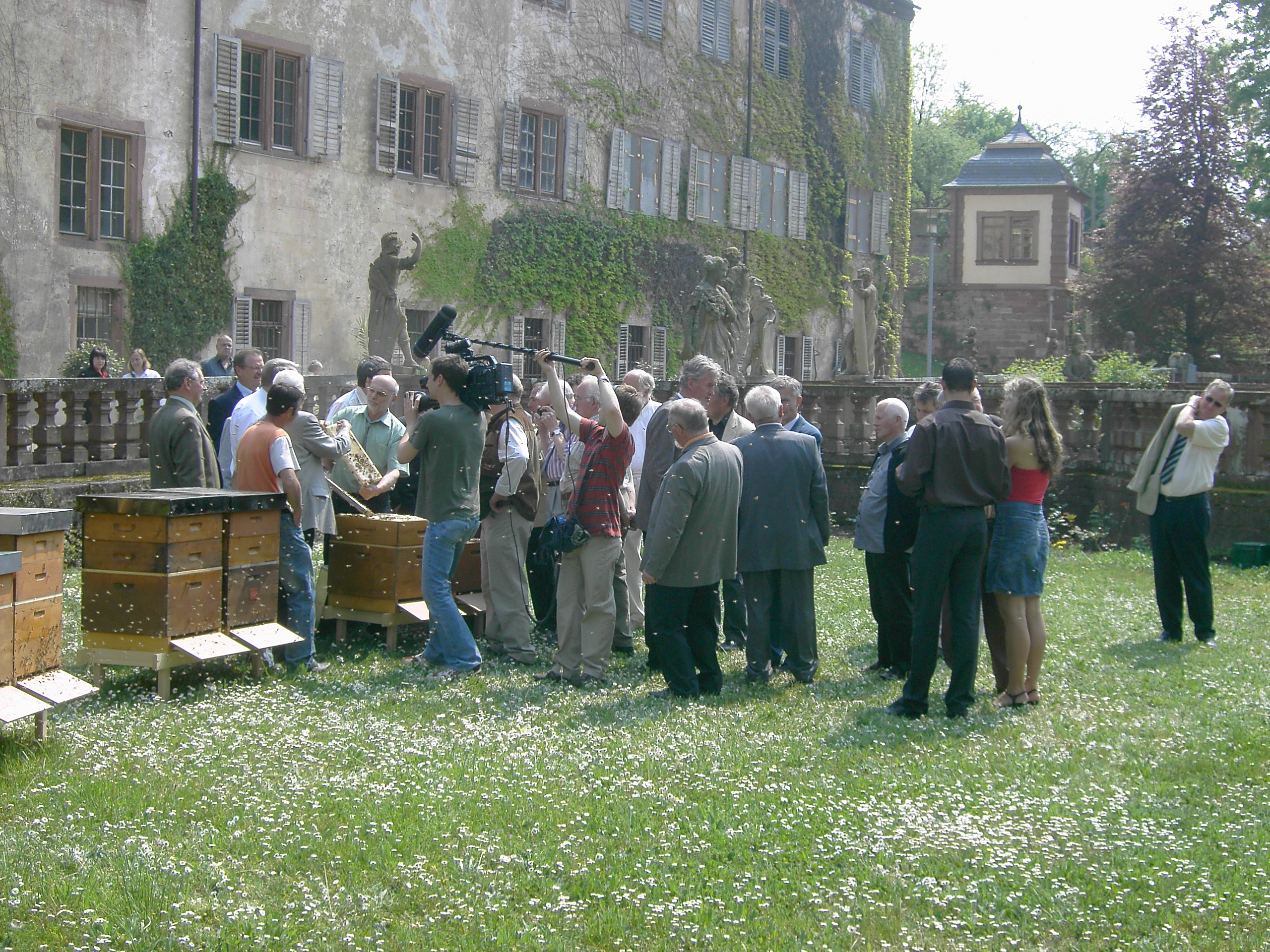
Würdigung von Prof. Ludwig Armbrusters Lebenswerk durch APIMONDIA-Präsident Jörgensen in Bronnbach 2007, zu sehen ist Ernst Wagner mit Bienenwabe

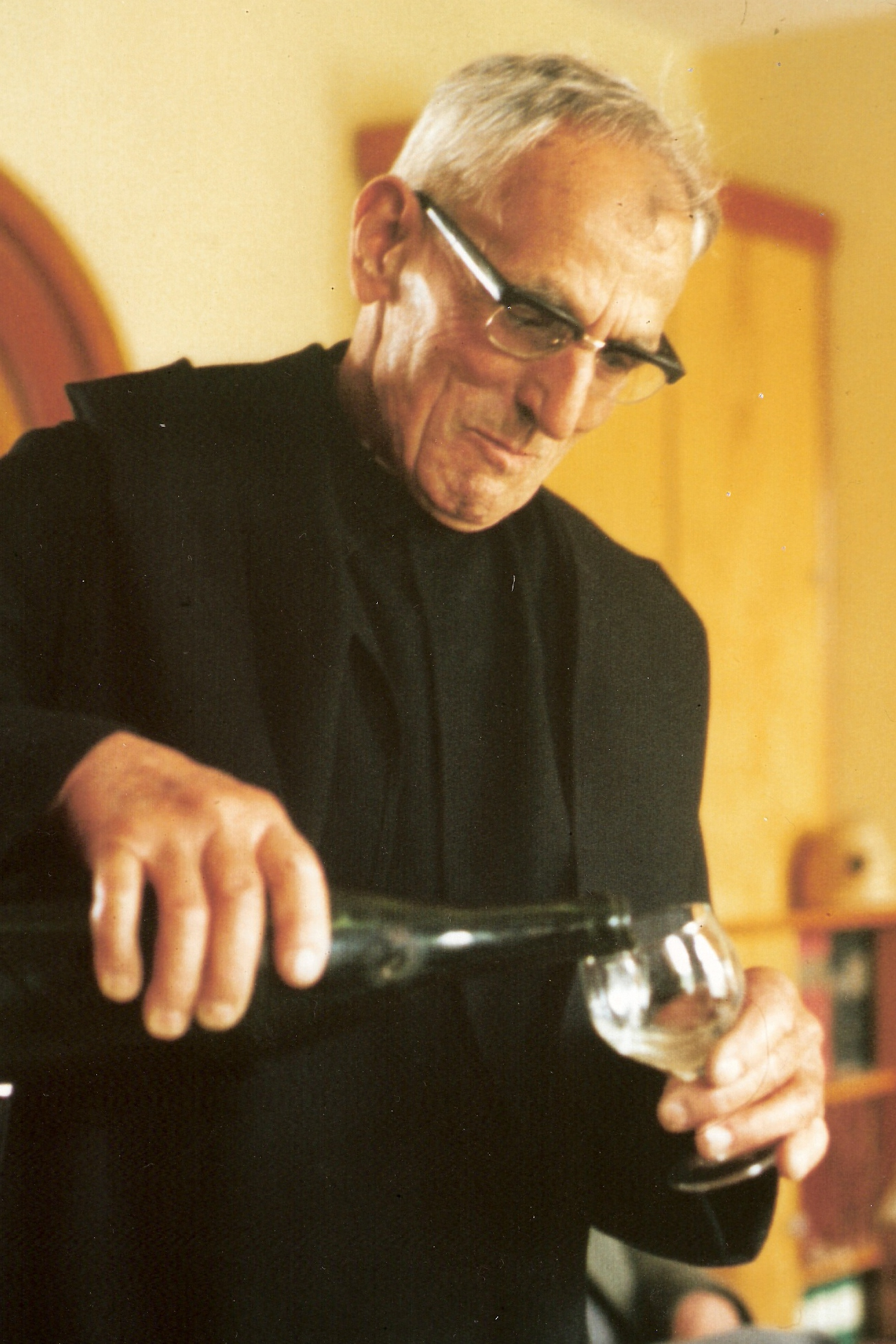
Karl Kehrle (‚Bruder Adam‘)

Die Buckfastbiene wird weltweit nach der von Karl Kehrle entwickelten Methode gezüchtet. Sie ist in Deutschland für Imker über die Landesverbände der Gemeinschaft der europäischen Buckfastimker (GdeB) oder Buckfast-Züchter erhältlich. Auch in Fachzeitschriften werden Königinnen angeboten. Vor allem wirtschaftlich orientierte Imkereien (Berufs- und Erwerbsimker) halten gerne die Buckfastbiene. Wegen ihrer Schwarmträgheit und Sanftmut ist sie in Städten und dichten Siedlungen geeignet. Die Buckfastzüchtung auf Resistenz bzw. Resilienz gegen die parasitische Varroa-Milbe macht enorme Fortschritte.
In einer groß angelegten Untersuchung der Ludwig-Maximilians-Universität München wurden DNA-Untersuchungen zur Biodiversität von 2440 Buckfasteinzelbienen verschiedener Züchter mit Carnica- und Ligusticabienen verglichen. Martin Förster hatte 62 DNA-Marker benutzt und stellt abschließend fest:

„Einfach zusammengefasst heißt dies: Bienen sind zu schade, um in Reinzucht zu verarmen, weil eine erhöhte genetische Vielfalt die Bienen und unsere gemeinsame Umwelt schützt.“

## Verhältnis Buckfastbiene und Carnica
In Deutschland und Österreich war und ist die Haltung der Buckfastbiene nicht unumstritten. In diesen beiden Ländern wird heute von Freizeitimkern überwiegend die Kärntner Landbiene gehalten.
Hierbei handelt es sich um Hybride der Westlichen Honigbiene mit dominierendem genetischen Anteil von Seiten der Kärntner Bienen (A. m. carnica). Die ‚Carnica‘ wurde im 20. Jahrhundert aus Kärnten und Slowenien in den gesamten deutschsprachigen Raum importiert, wo sie die einheimische Dunkle Biene Apis mellifera mellifera durch Verdrängungszucht in ihrer Existenz bedroht. Manche Freizeitimker sehen in der Einführung von Buckfast-Bienen nun die ‘Reinheit’ ihrer Kärntner Landbienen bedroht. Insbesondere darf in diesem Zusammenhang Reinerbigkeit nicht mit Reinrassigkeit verwechselt werden; im englischen Sprachraum ist daher auch nicht von ‚races‘ (Rassen), sondern von ‚breeds‘ (Züchtungen) die Rede.
Neuere wissenschaftliche Untersuchungen, die zwischen 2003 und 2013 weltweit durchgeführt wurden, lassen jedoch annehmen, dass Bienenvölker mit einer Königin, die sich mit möglichst vielen genetisch unterschiedlichen Drohnen verpaart hat, durch wichtige Eigenschaften hervorstechen, wie höhere Produktivität, höhere Fitness, allgemein reduzierte Krankheitsanfälligkeit und größere Überlebenswahrscheinlichkeit.
Auf Grund des besonderen Paarungsverhaltens der Honigbiene wird eine echte Reinzucht nur in speziell geschützten Gebieten (Belegstellen) bzw. über die künstliche Besamung der Königinnen möglich sein. Nach Beobachtungen von Buckfastbienen-Züchtern tritt bei der heute in vielen Gebieten zwangsweise auftretenden Hybridisierung mit der Kärntner Biene keine übermäßige Neigung zur Stechlust auf, wie sie z. B. in den 1960er Jahren bei der Verdrängung der sogenannten ‚Dunklen Landbiene‘ durch die ‚Kärntner Landbiene‘ zu beobachten war.
In Kärnten kam es trotzdem zu heftigen Auseinandersetzungen zwischen Erwerbs- und Freizeitimkern um das Kärntner Bienenwirtschaftsgesetz vom 5. Juli 2007, das die Haltung, Wanderung und Zucht von Bienen, die nicht der „Carnica“ angehören, von einer (in der Regel nicht erteilten) Bewilligung der Landesregierung abhängig macht. Dabei kam es 2015 zu Anzeigen gegen und Selbstanzeigen von Imkern, um eine Gesetzesänderung zu erreichen. Der Obmann der Erwerbs-Imker argumentierte dabei: „Das Bienenwirtschaftsgesetz verlangt eine Reinzucht der Carnica und eine Reinzucht der Carnica ist in Kärnten zu 95 Prozent nicht vorhanden.“ Der Obmann des Landesverbandes der Kärntner Imker, Meinhard Schöffmann, argumentiert dagegen: „Gerade aus dem Kreis, die dafür verantwortlich sind, dass wir in Kärnten hybridisierte Bienen haben, werden jetzt jene, die sich darum bemühen, die Carnica in Kärnten zu erhalten, zur Anzeige gebracht.“
Trotz der Auseinandersetzungen ist das Kärntner Bienenwirtschaftsgesetz in seiner bestehenden Form weiterhin in Kraft. In der benachbarten Steiermark plant die Landesregierung eine Lockerung der Vorschriften.

## Gemeinschaft der Buckfastimker
Das züchterische Erbe von Karl Kehrle wird von der Gemeinschaft der europäischen Buckfastimker e. V. aktiv gepflegt und weitergeführt. Sie ist ein Zuchtverband der sich die Weiterentwicklung der Bienenzucht, ohne ideologische oder geographische Grenzen, zum Ziel setzt. Sie ist der größte, grenzüberschreitende Bienenzuchtverband Europas, mit 15 Landesverbänden. Sie wurde 1976 von Günther Ries in Kassel gegründet.